# Ernő Nagy
Ernő Nagy (Făget, 2 agosto 1898 – Budapest, 8 dicembre 1977) è stato uno schermidore ungherese, vincitore di una medaglia d'oro nella scherma ai giochi olimpici.